# Zérószimmetrikus gráf
A matematika, azon belül a gráfelmélet területén egy zérószimmetrikus gráf (zero-symmetric graph) olyan összefüggő gráf, melynek csúcsai egymással páronként szimmetrikusak, minden csúcs pontosan három élen van rajta, ezek az élek viszont egymással páronként nem szimmetrikusak. Precízebben megfogalmazva, olyan összefüggő csúcstranzitív 3-reguláris gráf, melynek éleit az automorfizmus-csoport három különböző pályára particionálja. Ezekben a gráfokban bármely két u és v csúcshoz pontosan egy, az u-t v-be átvivő automorfizmus tartozik.
A gráfosztálynak R. M. Foster adott nevet H. S. M. Coxeternek írt, 1966-os levelében.

## Példák
A legkisebb zérószimmetrikus gráf egy 18 csúcsú, síkba nem rajzolható gráf. LCF-jelölése [5,−5]9.
A síkbarajzolható gráfok közül a csonkított kuboktaéder és a csonkított ikozidodekaéder gráfjai is zérószimmetrikusak.
Ezek a példák mind páros gráfok voltak. Léteznek azonban nagyobb méretű zérószimmetrikus gráfok, melyek nem párosak.

## Tulajdonságok
Minden zérószimmetrikus gráf Cayley-gráf, ami a 3-reguláris csúcstranzitív gráfokra nem igaz általánosságban; ez a tulajdonság segít a zérószimmetrikus gráfok leszámlálásában. 1280 csúcsig bezárólag 97 687 3-reguláris zérószimmetrikus gráf létezik. Az említett mérettartományban a zérószimmetrikus gráfok alkotják a 3-reguláris Cayley-gráfok 89%-át és az összefüggő csúcstranzitív 3-reguláris gráfok 88%-át.
Minden eddig ismert véges összefüggő zérószimmetrikus gráfnak van Hamilton-köre, de nem ismert, hogy ez minden zérószimmetrikus gráfra igaz-e. Ez a Lovász-sejtés speciális esete, miszerint (öt ismert kivétellel, melyek egyike sem zérószimmetrikus) minden véges összefüggő csúcstranzitív gráf, továbbá minden véges Cayley-gráf rendelkezik Hamilton-körrel.

## Fordítás
- Ez a szócikk részben vagy egészben a Zero-symmetric graph című angol Wikipédia-szócikk ezen változatának fordításán alapul.  Az eredeti cikk szerkesztőit annak laptörténete sorolja fel. Ez a jelzés csupán a megfogalmazás eredetét és a szerzői jogokat jelzi, nem szolgál a cikkben szereplő információk forrásmegjelöléseként.